# Philip Miller
Pour les articles homonymes, voir Miller.
Philip Miller est un botaniste d'origine écossaise, né en 1691 et mort le 18 décembre 1771 à Chelsea, en Grande-Bretagne. Chef-jardinier du Chelsea Physic Garden jusqu'à sa mort, il en fait un des principaux sites d'acclimatation des plantes exotiques provenant du monde entier au XVIIIe siècle. Miller est l'un des pionniers de l'horticulture, contribuant par ses ouvrages pratiques à l'engouement des occidentaux pour la botanique, malgré sa réticence à adopter le système de classification linnéen.

## Biographie
Il est chef-jardinier du jardin botanique de Chelsea (Chelsea Physic Garden) de 1721 jusqu'à sa mort. Il fait de cet établissement un des plus riches trésors de plantes rares, exotiques acclimatées en Europe.
En 1722, il succède à son père au poste de surintendant du jardin de la Compagnie des apothicaires (en) de Chelsea.
Il se marie avec Mary Kennet dont il a deux fils : Charles et Philip.
Il est surtout l'auteur du Dictionnaire des jardiniers (en) (The Gardeners Dictionary) dont Linné a dit « ce n'est pas un dictionnaire pour jardiniers mais pour botanistes ». La première édition de 1724 est un modeste ouvrage, mais en raison de son succès, dû aux conseils pratiques de culture qu'il préconise, plusieurs autres éditions remaniées sont publiées par la suite.
Miller refuse tout d'abord la nomenclature binomiale de Carl von Linné (1707-1778) et préfère utiliser les classifications de Joseph Pitton de Tournefort (1656-1708) et de John Ray (1627-1705). C'est seulement lors de la huitième et dernière édition de son Dictionnaire, en 1768, qu'il adopte le système linnéen. Néanmoins, certains genres qu'il a décrits dans sa quatrième édition sont considérés comme valides.
Il entretient une importante correspondance avec d'autres botanistes et obtient de nombreux spécimens venant du monde entier, espèces qu'il cultive en Grande-Bretagne. Il forme William Aiton (1731-1793), qui devient plus tard le jardinier en chef du jardin botanique des Jardins botaniques royaux de Kew ; et William Forsyth (1737-1804) (à qui le Forsythia est dédié).
Miller est à l'origine de la culture du coton en Géorgie : en 1733 il y fait parvenir les premières graines d'un coton à long brin (Gossypium barbadense), qui seront plantées à Sea Island et donneront le coton Sea island, réputé pour sa finesse.
Ses livres sont maintes fois traduits et utilisés, comme le Traité des arbres résineux conifères (1768) qui emprunte des extraits de son Gardeners dictionary additionné de textes de Tschoudi (1734-1784).

## Publications

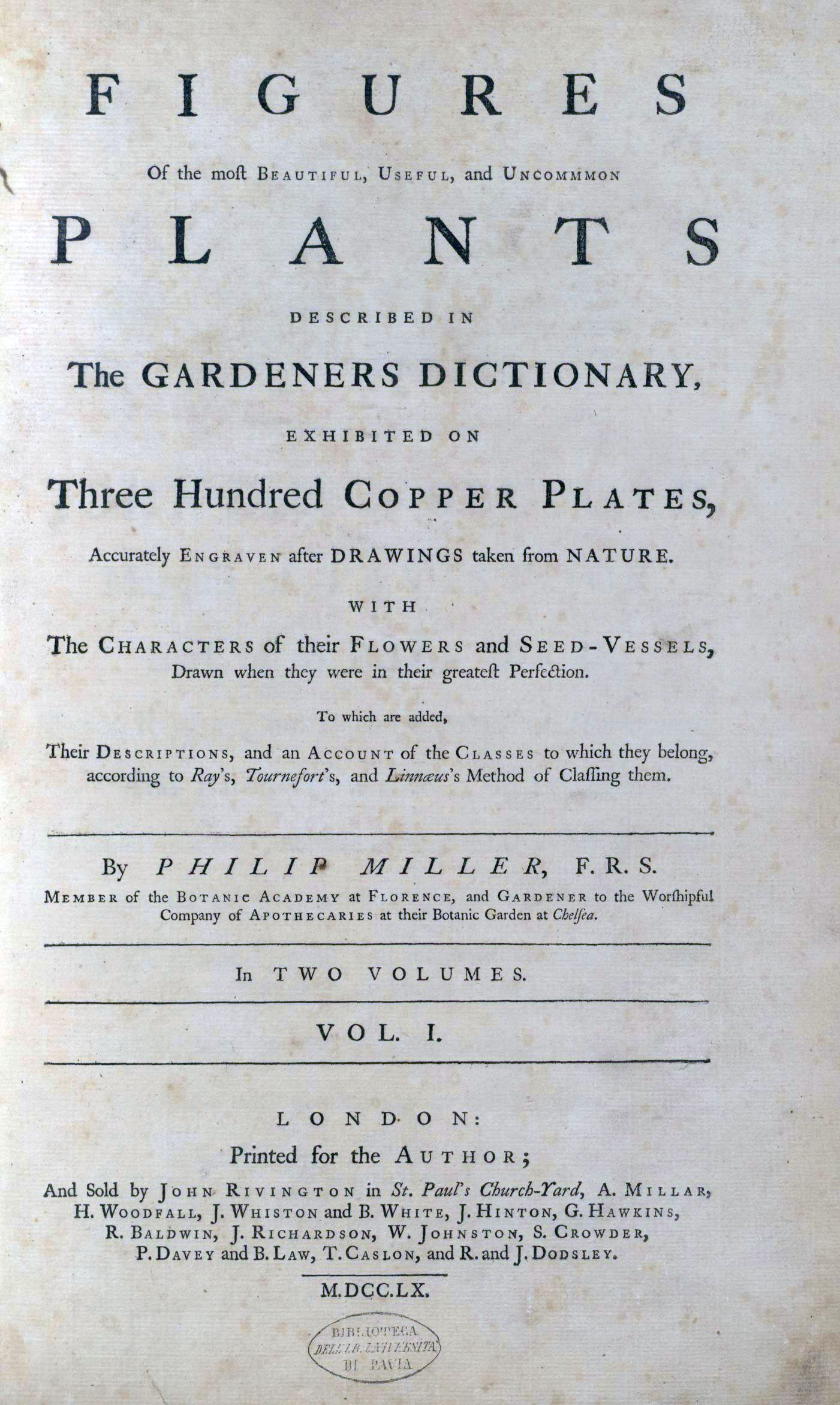
1760, vol. 2

- [1724] (en) The Gardener's and botanist's dictionary, or a Complete system of horticulture, vol. 2 : Ma - Yu (2 vol.), Londres, A Society of Gardeners, 1724, sur books.google.fr (lire en ligne).
- [1724] (en) The gardeners and florists dictionary, or A complete system of horticulture, vol. 1 (2 vol., dont vol. 2 « Ma - W »), Londres, A Society of Gardeners, 1724, sur babel.hathitrust.org (lire en ligne).
- [1730] (en) Catalogus plantarum, tum exoticarum tum domesticarum, quae in hortis haud procul a Londino sitis in venditionem propagantur - A Catalogue of trees, shrubs, plants, and flowers, both exotic and domestic, which are propagated for sale, in the gardens near London : divided, accorded to their different degrees of hardiness, into particular books, or parts; in each of which the plants are ranged in an alphabetical order, Londres, A Society of Gardeners, 1730, 21 pl. + 90, sur biodiversitylibrary.org (OCLC 9128459, lire en ligne).
- [1731] (en) The Gardeners dictionary : containing the methods of cultivating and improving the kitchen, fruit and flower garden…, Londres, C. Rivington, 1731. 
Ce Dictionnaire des jardiniers est sans cesse réimprimé avec de nouvelles augmentations : 
  - 1733, « Ab - Zi »
  - 1735, vol. 1 « Ab - Ju », vol. 2 « Ka - Zi »
  - 1740, The second volume of the Gardener's dictionary, which completes the work (« Ab - Za »)
  - 1741, vol. 1 « Ab - Ju » ; vol. 2 « Ka-Zi » ; vol. 3 « Ab - Za »
  - en 3 vol. en 1748
  - 1752 (6e édition), vol. 1 et 2
  - 1754 (« fourth edition »), vol. 2, vol. 3
  - 1759
  - 8e édition en 1768, vol. 2 « N-Zyl »
  - 9e édition en 1807 (posth.), The Gardener's and botanist's dictionary; containing the best and newest methods of cultivating and improving the kitchen, fruit, and flower garden, and nursery…, vol. 1 part 1 « A - Civ » ; vol. 2 part 2 « Cla - I » ; vol. 2 part 1 « K - P » ; vol. 2 part 2 « Q - Z »

Le livre est traduit en français en 1785 (et réédité dès l'année suivante) par Laurent de Chazelles sous le titre de Dictionnaire des jardiniers en huit volumes.
- [1732] (en) The Gardeners kalendar, directing what works are necessary to be done every month in the kitchen, fruit and pleasure gardens and in the conservatory, with an account of the particular seasons for the propagation and use of all sorts of esculent plants and fruits proper for the table and of all sorts of flowers, plants and trees that flower in every month, Londres, C. Rivington, 1732 (réimpr. 1748, 1751, 1754, 1762, cinquième édition en 1769 ; traduit en 1789 à Bruxelles), 233 p., sur biodiversitylibrary.org (lire en ligne).
- [1736] (en) La partie botanique du Dictionarium britannicum, or a more compleat universal etymological English dictionary than any extant, Londres, T. Cox, 1736 (réimpr. 1764, T. Osborne), sur _ _ _.
- [1758] (en) The Method of cultivating madder, as it is now practised by the Dutch in Zealand… to which is added the method of cultivating madder in England, Londres, J. Rivington, 1758, sur _ _ _.
- [1760] (en) A short introduction to the knowledge of the science of botany : explaining the terms of art made use of in the Linnaean system. Illustrated with five copper plates exhibiting the characters of the genera, Londres, J. Rivington, 1760, sur archive.org (lire en ligne).
- [1760] (en) Figures of the most Beautiful, Useful, and Uncommon plants described in the Gardeners dictionary, exhibited on Three Hundred Copper Plates, vol. 1 (2 vol., dont vol. 2), Londres, J. Rivington, 1760, sur bibdigital.rjb.csic.es (lire en ligne).
- [1768] Traité complet sur la manière de planter, d'élever et de cultiver la vigne, extrait du grand dictionnaire anglais de Miller, par les soins de la Société œconomique de Berne en allemand, traduit de l'allemand et augmenté par un membre de la ditte société ; on y a ajouté la manière de cultiver la vigne dans le canton de Berne, tirée du Recueil œconomique de la même Société (compilation établie et traduite par l'agronome Jean Bertrand, 2 vol. [t. 1, IV-260 p., t. 2, 280 p.]), Yverdon, 1768, sur '.
- [1768] Traité des arbres résineux conifères (trad. par le baron de Tschudi), Metz, Joseph Collignon, 1768, 233 p., sur biodiversitylibrary.org (lire en ligne).